# Jak to działa? (program telewizyjny)
Jak to działa? – polski telewizyjny program popularnonaukowy emitowany na antenie TVP1 w latach 2011–2018 prowadzony przez Radosława Brzózkę, który jednocześnie był pomysłodawcą programu. 

## Opis programu
W programie poruszano głównie zagadnienia związane z naukami technicznymi i inżynieryjnymi, koncentrując się przede wszystkim na zastosowaniach fizyki i chemii w codziennym życiu. Przedstawiano w nim zasady działania popularnych urządzeń (np. lodówki, kuchenki mikrofalowej, aparatu fotograficznego), środków transportu itp. bądź objaśniano reguły rządzące takimi zjawiskami, jak np. dźwięk, prąd czy burze. Z czasem zakres tematyczny cyklu poszerzono o zagadnienia związane z biologią oraz matematyką i informatyką. Okazjonalnie podejmowano inne tematy – np. ekonomiczne (m.in. Pieniądze, Podatki) lub społeczne (m.in. Pomoc osobom starszym i niepełnosprawnym). Stałymi elementami każdego odcinka programu były propozycje eksperymentów, które widzowie mogliby wykonać samemu oraz zagadka dla widzów. Zagadka prezentowana była w trzech odsłonach: przedstawienie pytania, powtórzenie oraz rozwiązanie.

## Spis serii
| Seria | Odcinki      | Sezon(y)              | Początek emisji      | Koniec emisji       |
| ----- | ------------ | --------------------- | -------------------- | ------------------- |
| 1.    | 1–16 (16)    | jesień 2011           | 10 września 2011     | 29 grudnia 2011     |
| 2.    | 17–23 (7)    | wiosna 2012           | 3 marca 2012         | 26 maja 2012        |
| 3.    | 24–31 (8)    | jesień 2012           | 23 września 2012     | 7 października 2012 |
| 3.    | 24–31 (8)    | jesień 2012           | 2 grudnia 2012       | 30 grudnia 2012     |
| 4.    | 32–39 (8)    | wiosna 2013           | 2 marca 2013         | 25 maja 2013        |
| 5.    | 40–68 (29)   | 2013/2014             | 7 września 2013      | 21 czerwca 2014     |
| 6.    | 69–76 (8)    | jesień 2014           | 6 września 2014      | 8 listopada 2014    |
| 7.    | 77–89 (13)   | wiosna 2015           | 7 marca 2015         | 13 czerwca 2015     |
| 8.    | 90–98 (9)    | jesień 2015           | 17 października 2015 | 19 grudnia 2015     |
| 9.    | 99–119 (21)  | zima 2016–wiosna 2016 | 17 stycznia 2016     | 19 czerwca 2016     |
| 10.   | 120–129 (10) | jesień 2016–zima 2017 | 25 września 2016     | 22 stycznia 2017    |
| 11.   | 130–140 (11) | wiosna 2017           | 4 marca 2017         | 10 czerwca 2017     |
| 12.   | 141–152 (12) | jesień 2017–zima 2018 | 13 września 2017     | 28 stycznia 2018    |
| 13.   | 153–159 (7)  | wiosna 2018           | 18 marca 2018        | 10 czerwca 2018     |

## Jak to działa – Ekologia
Wiosną 2023 roku cykl powrócił pod nazwą „Jak to działa – Ekologia”, tym razem na antenę TVP Nauka. Ponownie jego prowadzącym został Radosław Brzózka, a reżyserką – Małgorzata Kosturkiewicz.